# Joachim Giraldès
Joachim Albin Cardozo Cazado Giraldès (ur. 24 kwietnia 1808 w Porto, zm. 27 listopada 1875) – portugalsko-francuski anatom i chirurg.

## Życiorys
Uczęszczał początkowo do szkoły w Maderze, ale jeszcze w dzieciństwie przeniósł się do Paryża razem z ojcem, który był konsulem. Tam ukończył studia medyczne; tytuł doktora medycyny otrzymał w 1836 roku. Po studiach został prosektorem w szkole anatomicznej. W 1848 roku został chirurgiem w Bureau central des hôpitaux. Praktykował w szpitalu Beaujou. W 1846 roku został profesorem anatomii, w 1851 roku chirurgii. W 1866 roku wybrany na roczną kadencję przewodniczącego Société Nationale de Chirurgie.
W 1854 roku podczas przeprowadzania autopsji przecinał zwapniałą tchawicę i nagle obluzowane ostrze skalpela (według innej wersji twardy kawałek tkanki) zraniło go, niszcząc mu gałkę oczną. Okres zdrowienia po wypadku był przedłużony i bolesny, poza tym w ciągu następnego roku w drugim oku wzrok uległ stopniowemu pogorszeniu. Giraldes zmuszony był porzucić praktykę, był jednak nadal czynny naukowo. Zmarł w fotelu w bibliotece. Spotyka się też w literaturze nieprawdziwą informację, jakoby zmarł w konsekwencji zakażenia po wypadku podczas autopsji.
Opisał szczątkowy narząd będący pozostałością przewodów Wolffa u mężczyzn – tzw. przyjądrze lub narząd Giraldésa. Badał też mózgowia chorych z wodogłowiem.

## Prace
- Études anatomiques, ou recherchez sur l’organisation de l’oeil, considéré chez l’homme et dans quelques animaux. Paris, 1836.
- Mémoir sur la terminaison des broches. Bulletin de la Société anatomique, 1839.
- Rapport à la Société d’anatomie sur les injections du prof. Hyrtl. Bulletin de la Société anatomique, 1840.
- Recherches sur l’existence des glandes tégumentaires chargées de secréter la useur. Comptes rendus de l’Académie des sciences, 1841.
- Des luxations de la mâchoire. Paris, 1844.
- Du traitement des anévrysmes poplités par la compression. [Malgaigne's] Journal de chirurgie, 1845.
- Recherches sur la disposition croisée des fibres de la rétine chez les céphalopodes, etc. Bulletin de la Société Philomatique, 1845.
- Recherches sur la disposition des capillaires lymphatiques. Bulletin de la Société anatomique, 1839.
- Du degré d’utilité de l’anatomie comparée dans l’étude de l’anatomie humaine. 1846.
- Quelques considérations sur l’anatomie chirurgicale de la région mammaire. Mémoires de la Société de chirurgie de Paris, 1851.
- Des maladies du sinus maxillaire, 1851.
- Recherches sur les kystes muqueux du sinus maxillaire. Paris, 1853.
- Expériences sur les injections de perchlorure de fer dans les artères. 1854.
- Sur les abcés de la memelle. Moniteur des hôpitaux, 1854.
- Obs. et description d’un anévrysme arterio-veineux de l’artère carotide interne et de la veine jugulaire interne. Bulletins et Mémoires de la Société de chirurgie, 1855.
- Note sur un nouvel organe glanduleux, situé dans le cordon spermatique, et pouvant donner naissance à des kystes. Mémoires de la Société de biologie, 1859.
- Recherches anatomiques sur le corps innomminé. Journal de physiologie de l’homme et des animaux, 1861, 4: 1-8.
- Note sur les kystes congénitaux des organes de la génération. Journal de physiologie de l’homme et des animaux, 1860.
- Obs. et description anat.-pathol. des kystes congénitaux du cou. Bulletins et mémoires de la Société de chirurgie, 1860.
- Recherches cliniques sur l’amylène. Bulletin de l’Académie de médecine, T. XXII.
- Obs. d’une inclusion de la région fessière chez une fille de 2 ans. Bulletins et Mémoires de la Société de chirurgie, 1861.
- Obs. et description anat.-pathol. d’une tumeur kystique congénitale de la région coccygienne. Bulletins et mémoires de la Société de chirurgie, 1862.
- Des calculs urinaires chez les enfants. Gazette des hôpitaux, 1862.
- De la position de l’S iliaque chez les enfants nouveau-nés. Bulletins et mémoires de la Société de chirurgie, 1863.
- Notice sur la vie et travaux de Sir Benjamin C. Brodie. Paris, 1863.
- De la fève de Calabar. Paris, 1863.
- Sur un cas de cataracte double chez une jeune fille de 15 ans. Paris, 1865.
- Quelques mots sur la médecine opératoire du bec-de-lièvre, et en particulier sur un nouveau procédé, dit procédé de la mortaise. Paris, 1865.
- Des tumeurs dermoïdes du crâne. Mémoires de la Société de biologie, 1866.
- Absence de dents chez un enfant âgé de 16 mois. Mémoires de la Société de biologie, 1869.
- Leçons sur les maladies chirurgicales des enfants. Recueilles et publiées par Bourneville et E. Bourgeois. Paris, 1869.